# Carlo Della Valle (geografo)
Carlo Della Valle (Roma, 9 aprile 1902 – Roma, 29 novembre 1977) è stato un geografo italiano.

## Biografia
Il padre, Claudio, era medico e la madre Luisa Voghera discendeva da una famiglia di editori piemontesi che dopo il 1870 si erano trasferiti da Torino a Roma. Docente di geografia economica all'Università di Roma La Sapienza, per molti anni è stato direttore del "Bollettino della Società geografica italiana". Dal 1971 al 1977 ha ricoperto la carica di presidente della Società Geografica Italiana che ha sede in Roma, nel Palazzetto Mattei della Villa Celimontana.
Organizzava escursioni, aperte agli studenti, ai collaboratori, a professori universitari, e anche ai loro familiari, per prendere visione di uno specifico territorio, spingendosi anche in zone proibite ai turisti. Organizzava sul posto l'incontro con specialisti. Escursioni si svolsero nel bacino del Nera-Velino nel 1952, ad aprile 1958 in Sicilia, ad agosto 1960 in Lapponia. Lo scopo delle escursioni era promuovere un turismo che fosse più attento agli aspetti geografici, economici, botanici, zoologici, geologici di un territorio.
I suoi multiformi interessi spaziavano dalla bonifica di Maccarese, alla vita e agli scritti del geografo Girolamo Segato, ad aspetti geografici ed economici dei territori sulle sponde del Lago di Como, al censimento della popolazione, alle alluvioni in Italia nel 1951, ad aspetti storici, economici e geografici delle Colonie italiane.
Sposò Cleofe Zambra - nipote dell'industriale lombardo Ernesto Invernizzi, fondatore della Ernesto Invernizzi S.p.A. produttrice di strumenti chirurgici - dai cui ebbe i figli Claudio e Vittorio.

## Scelta di scritti
- Carlo Della Valle, I pionieri italiani nelle nostre colonie: Appunti storico-bibliografici, Roma, C. Voghera, 1931, SBN CUB0652834.
- Carlo Della Valle, Omaggio a Pellegrino Matteucci: nel cinquantesimo della sua morte, 1881-1931: i suoi tre viaggi in Africa, Roma, C. Voghera, 1931, SBN UFI0117817.
- Carlo Della Valle, Lettere inedite su Girolamo Segato: epistolario Gaetano Mazzoni dal 1834 al 1839, Siena, Stab. tip. S. Bernardino, 1932, SBN IEI0147432.
- Carlo Della Valle, Gaetano Osculati e i suoi viaggi di esplorazione, in Vita Nova, luglio 1933,  pp. 508-509, SBN IEI0223591.
- Carlo Della Valle, La Dancalia e la sua esplorazione, in Rivista delle colonie, n. 4, Rocca S. Casciano, L. Cappelli, 1935,  pp. 342-354, SBN IEI0147388.
- Carlo Della Valle, l'Opera del Touring Club Italiano per le nostre colonie dal 1911 in poi, in Rivista delle Colonie, n. 2, Rocca S. Casciano, L. Cappelli, 1935, SBN IEI0381146.
- Carlo Della Valle, Carlo Citerni e la delimitazione dei confini italo-etiopici in Somalia, in Rivista delle colonie, n. 3, Rocca San Casciano, L. Cappelli, 1935, SBN VIA0158145.
- Carlo Della Valle, Otto lettere di Girolamo Segato ad Annibale De Rossetti, in Archivio storico di Belluno, Feltre e Cadore, vol. 9, n. 51-52, 1937, SBN VIA0085640. Riproduzione in facsimile delle annate 1929-1962.
- Carlo Della Valle, Tripoli nel Seicento, in La Nuova Antologia, 16 marzo 1937,  pp. 128-135, SBN VIA0158908.
- Carlo Della valle, Un'altra lettera inedita di Girolamo Segato, in Archivio storico di Belluno, Feltre e Cadore, vol. 10, n. 55, Feltre-Belluno, 1938, SBN VIA0085640. Riproduzione in facsimile delle annate 1929-1962.
- Carlo Della Valle, Le origini della Somalia italiana al parlamento, in Gli Annali dell'Africa italiana, Mondadori, 1939,  pp. 302-312, SBN TO01673891.
- Carlo Della Valle, Enrico Perducchi e gli albori della navigazione a vapore sul Giuba, in Rivista di cultura marinara, settembre-ottobre 1952.
- Carlo Della Valle, Il territorio economico lecchese e le sue aziende industriali e commerciali nel 1927 e nel 1951, in : Economia lariana, n. 1, gennaio 1954,  pp. 5-14, SBN RMS1836315.

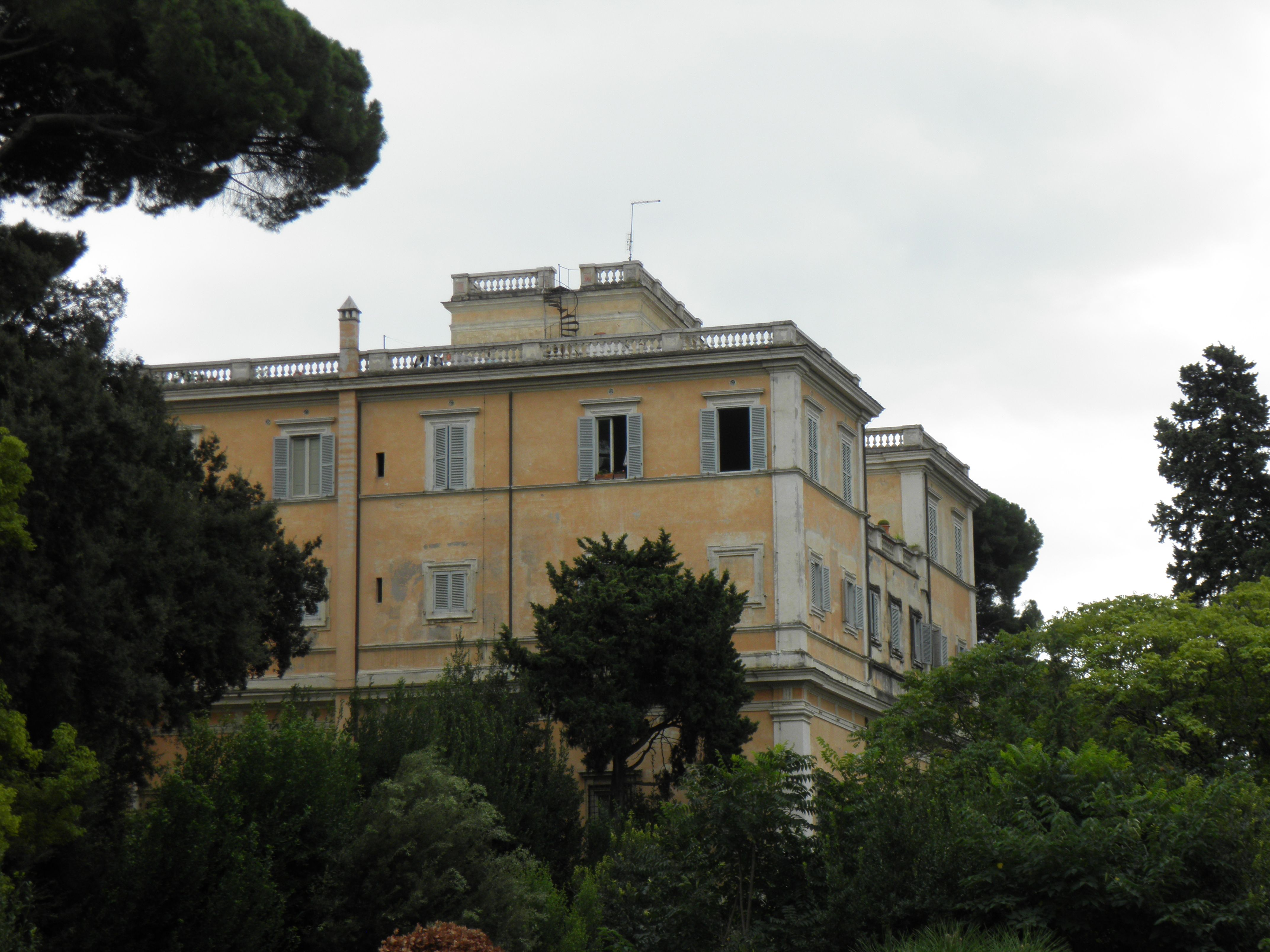
Villa Celimontana Palazzetto Mattei (Roma)

- Carlo Della Valle, Lecco e il suo territorio, Roma, Società geografica italiana, 1954, SBN MIL0408033.
- Carlo Della Valle, La marina di Fregene: appunti geografici ed economici, in : L'Universo, vol. 35, n. 5, sett-ott- 1955, SBN RMS1836302.
- Carlo Della Valle, La bonifica di Maccarese, in Centro di studi di geografia economica dal Consiglio Nazionale delle Ricerche. Memorie di geografia economica, vol. 14, Napoli, tip. R. Pironti e figli, gennaio-giugno 1956, SBN RAV0120068.
- Carlo Della Valle, Geografia del turismo, in Memorie della Società geografica italiana, vol. 26, 1964, SBN IEI0124765.
- Carlo Della Valle, La siderurgia argentina e un nuovo impianto a ciclo integrale presso La Plata, in Notiziario di geografia economica, n. 2, luglio-dicembre 1971,  pp. . 293-299, SBN LO10886110.

### Alcuni scritti suBollettino della Società geografica italiana

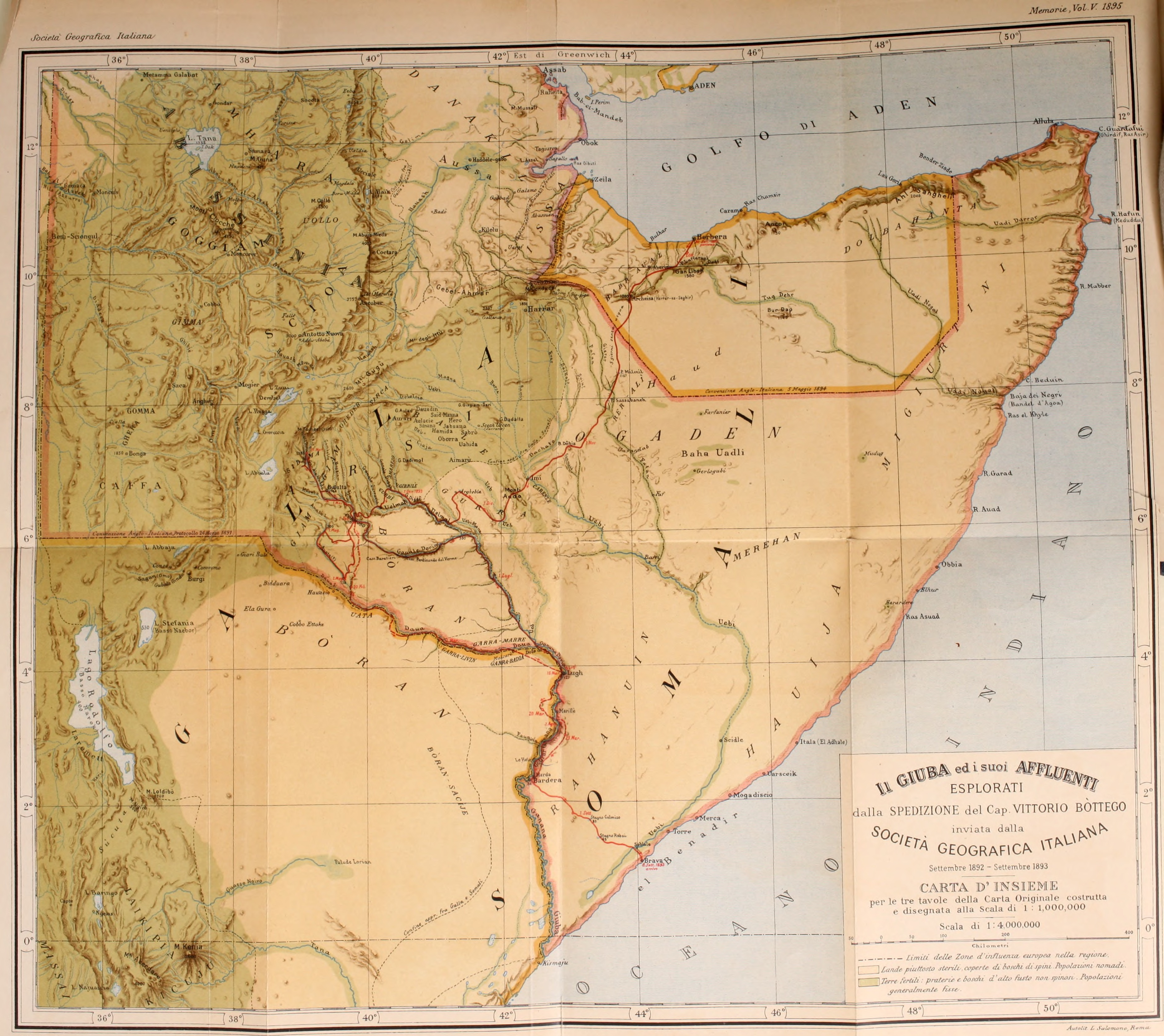
Coleotteri - La Somalia (1895)

- La Vallassina: con particolare riguardo alle condizioni economiche, 1952, n. 6.
- Una escursione della Società geografica italiana nel bacino del Nera - Velino: 29 e 30 aprile 1952, 1952, n. 2.
- Studi italiani per l'emigrazione agricola in Brasile, 1952, n. 3-4.
- Alcune considerazioni sui risultati provvisori del censimento italiano del 1951, 1953, n. 1 e 3.
- Le alluvioni del 1951 in Italia e le loro cause, 1953, n. 2.
- Aspetti geografici dell'industria del cemento nella Brianza, 1955, n. 1-3.
- L' industria della carta nel Lazio meridionale, 1955, n. 9-10.
- Un colloquio internazionale di geografia e storia agrarie: Nancy, 2-7 settembre 1957, 1957, n. 9-10.
- I laghi lombardi e la geografia del turismo, 1957, n. 6-8.
- Aspetti geografici-economici della pesca in Sicilia, 1958,  n. 6-8.
- L'escursione della Società geografica italiana in Sicilia, 8-15 aprile 1958,  1958, n. 6-8.
- Il salgemma della Twente e l'industria del sale in Olanda, n. 1-3.
- Un'escursione in Lapponia: agosto 1960, 1960, n. 11-12.
- La pesca nei laghi costieri del Lazio, 1961, 1-3.
- Dunkerque: il porto e le industrie, 1963, n.4-6.